# 東の川簡易郵便局

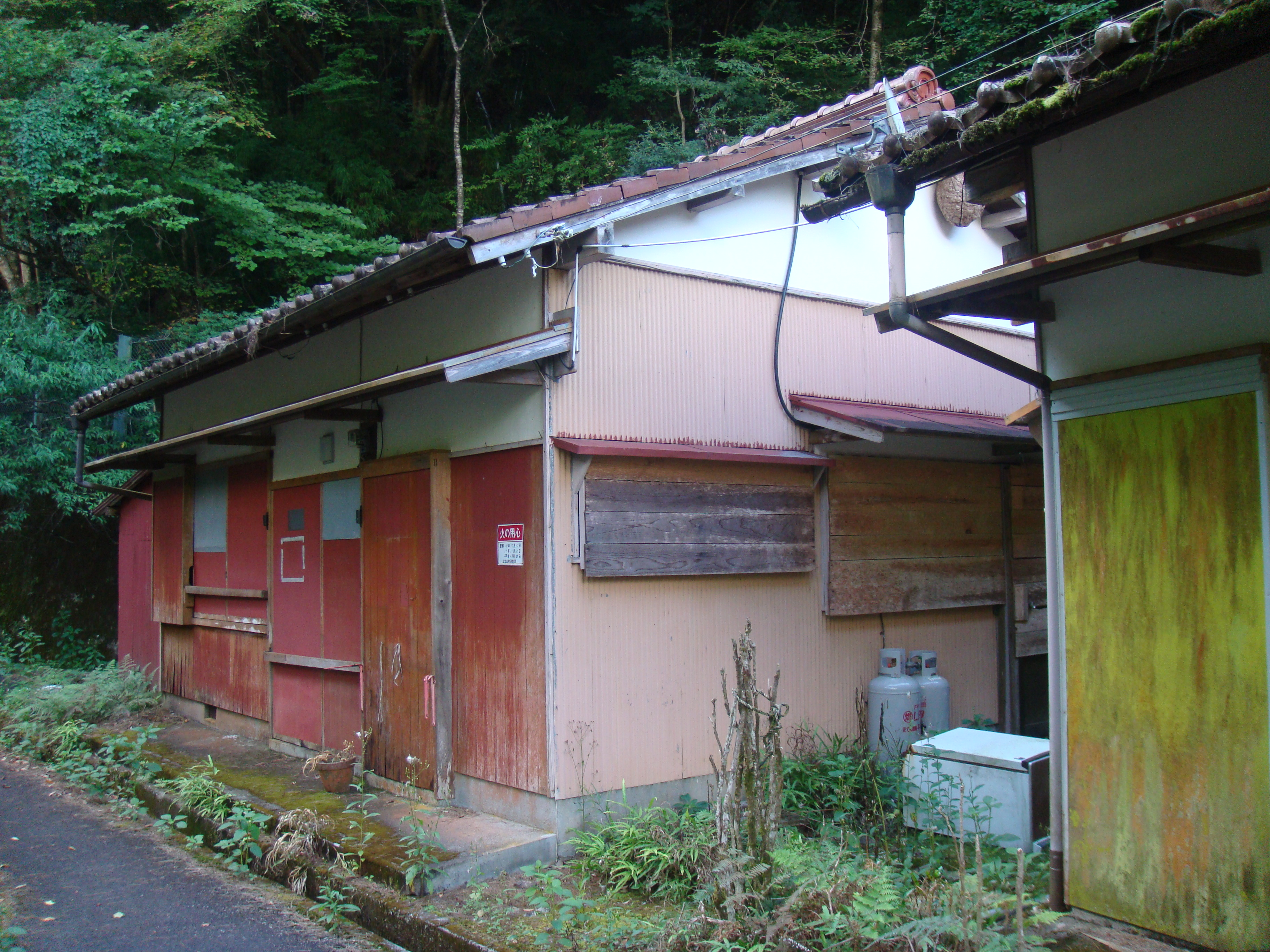
東の川簡易郵便局跡
（2010年（平成22年）撮影）

東の川簡易郵便局（ひがしのかわかんいゆうびんきょく）は、かつて奈良県に存在した簡易郵便局である。局番号は45703。

## 概要
住所：〒639-3704 奈良県吉野郡上北山村西原1161番地の1 - 北緯34度5分53.8秒 東経136度4分9.5秒 / 北緯34.098278度 東経136.069306度
坂本ダム湖に面し、人里離れた地形険しい山奥の無人集落に所在していた。ダム建設に際し、集落内の郵便局を除く世帯が移転したが、水没しなかった郵便局受託者が受託をやめなかったためとされる。郵趣家、郵便局巡り愛好者のほかに、酷道愛好者、廃村愛好者などにとって有名なスポットであった。有線電話がないため郵便貯金オンライン網が整備されず、最後まで為替貯金事務を昔ながらの手作業で処理していた。
受託者は上北山村であったが、窓口取扱の実務は、村より再委託を受けた個人が「局長代行」の肩書で行っていた。
人里離れた事実上の廃村地域に所在している関係上、運用中だった頃から利用者はほぼ皆無で、稀に旅行貯金を目的とするマニアなどが訪れる程度であり、局舎内には動物が迷い込むことも珍しくなかったという。
2005年3月31日の営業をもって、オフライン局は消滅した。
現在も建物は現存している。

### 沿革
- 1950年（昭和25年）9月1日 - 上北山村白川に設置[1]。
- 1953年（昭和28年）3月1日 - 簡易保険事務取扱を開始。
- 1959年（昭和34年）12月1日 - 郵便年金事務取扱を上北山郵便局に移管。
- 1960年（昭和35年）4月18日 - 上北山村大字西原に移転。
- 1961年（昭和36年）6月28日 - 一時閉鎖。
- 1961年（昭和36年）8月1日 - 上北山村字河合へ移転再開。
- 2005年（平成17年）4月1日 - 廃止[2]。事務取扱を上北山郵便局に移管。

## 取扱内容
営業最終日時点
- 郵便、印紙、ゆうパック
- 貯金、為替、振替、国民年金、交通反則金

## 利用情報
営業最終日時点
- 開館時間 - 8：00～14：30
- 休業日 - 土曜、日曜、祝祭日、お盆（8月13日～8月15日）、年末年始（12月31日～1月3日）
- 駐車場 - なし

## アクセス
公共交通機関によるアクセスは、事実上存在しなかった。
- 上北山村役場から国道169号、国道425号、奈良県道228号東川河合線経由で約35km。
- 尾鷲市役所から国道425号、奈良県道228号東川河合線経由で約26km。